# LaBarque Creek (Misuri)
LaBarque Creek es un lugar designado por el censo ubicado en el condado de Jefferson en el estado estadounidense de Misuri. En el Censo de 2010 tenía una población de 1558 habitantes y una densidad poblacional de 34,12 personas por km².

## Geografía
LaBarque Creek se encuentra ubicado en las coordenadas 38°25′1″N 90°40′48″O / 38.41694, -90.68000. Según la Oficina del Censo de los Estados Unidos, LaBarque Creek tiene una superficie total de 45.67 km², de la cual 45.48 km² corresponden a tierra firme y (0.4%) 0.18 km² es agua.

## Demografía
Según el censo de 2010, había 1558 personas residiendo en LaBarque Creek. La densidad de población era de 34,12 hab./km². De los 1558 habitantes, LaBarque Creek estaba compuesto por el 98.07% blancos, el 0.32% eran afroamericanos, el 0.45% eran amerindios, el 0.45% eran asiáticos, el 0% eran isleños del Pacífico, el 0.19% eran de otras razas y el 0.51% pertenecían a dos o más razas. Del total de la población el 1.93% eran hispanos o latinos de cualquier raza.